# 앤토니아 캠벨휴즈
앤토니아 캠벨휴즈(Antonia Campbell-Hughes, 1982년 9월 7일 ~ )는 북아일랜드의 배우이다.

## 출연 작품
- 쉬즈 미씽 (2019)
- Q4l (퀘스트 포 러브) (2018)
- 블랙 47 (2018)
- 바울 (2018) - 아이레니카 역
- 픽업스 (2017)
- 어둠의 외투 (2016)
- DxM (2015)
- 나의 딸, 나의 누나 (2015)
- 안드론: 블랙 라비린스 (2015)
- 버터플라이 (2014)
- 더 커널 (2014)
- 바티칸 (2013)
- 로터스 이터스 (2013)
- 언더 더 스킨 (2013)
- 3096일 (2013)
- 켈리와 빅터 (2012)
- 에일리언 인베이젼 (2012)
- 하비와 밥이 만났을 때 (2011)
- 디 아더 사이드 오브 슬립 (2011)
- 앨버트놉스 (2011)
- 파이브 데이 쉘터 (2010)
- 더 태스크 (2010)
- 3 크로세스 (2009)
- 해머헤드 (2009)
- 브라이트 스타 (2009)
- 플루토에서 아침을 (2005)
- 새벽의 황당한 저주 (2004)